# Bronson Pinchot
Bronson Alcott Pinchot (Nueva York, 20 de mayo de 1959) es un actor de cine, teatro y televisión estadounidense. Su carrera cinematográfica se ha caracterizado por sus interpretaciones en comedias de situación (sitcom). Saltó a la fama por su papel de Balki Bartókomus en la serie Perfect Strangers.

## Vida personal y artística

### Orígenes y primeros papeles
Pinchot nació en Nueva York, hijo de Rosina (apellido de soltera: Asta), una mecanógrafa, y Henry Pinchot, un encuadernador. Su madre era ítalo-estadounidense y su padre (originalmente Poncharavsky), nació en Nueva York cuando sus abuelos del sur de Rusia visitaban este país. Cuando estalló en 1917 la revolución rusa, éstos se trasladaron a París. Pinchot fijó su residencia en el sur de California. Se graduó en el instituto de South Pasadena, destacando en asignaturas como el francés, además de en sus actividades extraescolares de coro y teatro. En 1982 se graduó en arte dramático por la Universidad de Yale y comenzó su andadura en la que sería su profesión interpretativa.
Sus trabajos iniciales fueron como secundario en dos películas cinematográficas populares en los años 1980: Debutó interpretando a Barry, el amigo de Joel Goodsen (Tom Cruise) en la comedia de 1984 Risky Business. Su segundo trabajo fue en Beverly Hills Cop, colaborando en la película con el papel de Serge junto a actores de la talla de Eddie Murphy.
En 1985 hizo papeles de reparto en Hot Resort y en la comedia After Hours de Martin Scorsese. Ese mismo año intervino en la sitcom de una sola temporada Sara, protagonizada por Geena Davis y apareció en un episodio de la serie de Steven Spielberg Amazing Stories.

### Salto al estrellato:Perfect Strangers
En 1986 consiguió hacerse popular gracias a la comedia de situación Perfect Strangers, en ella interpretaba a Balki Bartokomous un humilde e ingenuo muchacho procedente de la isla ficticia griega de Mipos, que viaja a Chicago para convivir junto a su primo lejano Larry Appleton (Mark Linn-Baker). A pesar de los continuos problemas que se originan en la serie, Larry y Balki se convertirán en grandes amigos. La serie se mantuvo en antena durante 8 exitosas temporadas y finalizó en 1992. Por este papel Bronson fue nominado al Emmy en la categoría de "Mejor actor en serie de comedia" en 1987.

### Trabajos posteriores a Perfect Strangers
A mediados de los años 1990 fue un secundario habitual en películas como Blame It on the Bellboy (1992), True Romance (1993) y Beverly Hills Cop III (1994), donde volvió a encarnar a su personaje Serge de la primera película.
Actuó en la miniserie The Langoliers, basada en la novela de Stephen King, en 1995. 
En 1996 realizó otros diversos trabajos en los largometrajes It's My Party, Courage Under Fire y The First Wives Club. Un año más tarde, protagonizó la sitcom de ciencia ficción y una temporada Meego y luego se incorporó a la séptima y última temporada de la exitosa sitcom Step by Step, en la que dio vida al francés Jean-Luc Rieupeyroux. Mientras que como actor invitado intervino en series de éxito como Lois & Clark, Clueless y 3rd Rock from the Sun. También prestó su voz a las series animadas Dumb and Dumber, Duckman, Los Thornberrys y ¡Oye, Arnold!, además de la película Quest for Camelot de 1998.
En 1999 homenajeó al cómico Stan Laurel en The All New Adventures of Laurel & Hardy in For Love or Mummy, una puesta al día de las peripecias cómicas de los entrañables El Gordo y el Flaco.
En diciembre de 2002, Bronson Pinchot se hizo francmasón.
Más recientemente ha seguido trabajando en producciones animadas como la serie Buzz Lightyear of Star Command o la película La dama y el vagabundo II (secuelas de clásicos Disney pensadas para el mercado del DVD). Sus últimos films hasta la fecha han sido las películas de bajo presupuesto Straight No Chaser y Second Best de 2003 y 2004 respectivamente.
También ha actuado en diversas obras teatrales como Stones in Their Pockets de 2003 y Sly Fox del año 2004.
En 2005 fue actor invitado en un episodio de Law & Order: Criminal Intent y apareció en la quinta temporada del reality show The Surreal Life.
En 2007 ha actuado en las películas Diamond Zero, From a Place of Darkness y The Wagger.
En 2011 participa en la serie Shake It Up como Kashlak, el extravagante padre de los gemelos Günther y Tinka (Kenton Duty y Caroline Sunshine).

## Filmografía
| - Risky Business (1983) - Beverly Hills Cop (1984) - The Flamingo Kid (1984) - After Hours (1985) - Sara (1985) (serie de televisión) - Cuentos asombrosos - Mamá, papá (TV) (1985) - Perfect Strangers (1986–1993) (serie de televisión) - Second Sight (1989) - Jury Duty: The Comedy (también conocida como The Great American Sex Scandal) (TV) (1990) - Blame It on the Bellboy (1992) - True Romance (1993) - The Trouble with Larry (1993) (serie de televisión) - Beverly Hills Cop III (1994) - The Langoliers (1995) (Miniserie de TV) - Courage Under Fire (1996) - The First Wives Club (1996) - It's My Party (1996) - Step by Step (1996–1997) (serie de televisión) - Slappy and the Stinkers (1998) | - Quest for Camelot (1998) (voz) - Beach Movie (también conocida como Boardheads)(1998) - The All-New Adventures of Laurel and Hardy: For Love or Mummy (1999) - Out of the Cold (1999) - Putting It Together (2000) - All Grown Up! (2003) - Second Best (2004) - Diamond Zero (también conocida como IceMaker, video title) (2005) - The Wager (2007) - Mr. Art Critic (2007) - The Young and the Restless (2008) (serie de televisión) - From a Place of Darkness (2008) - You and I (2008) - The Tale of Despereaux (2008) - Hooking Up (2009) - Hawaii Five-0 (2010) (serie de televisión) - Chilling Adventures of Sabrina (2018-2020) (serie de televisión) - Beverly Hills Cop: Axel F (2024) |